# 薩曼
薩曼是伊朗的城市，位於該國西部札格羅斯山脈中部，由恰哈馬哈勒－巴赫蒂亞里省負責管轄，處於首都德黑蘭西南350公里，海拔高度2,019米，2006年人口14,777。